# Autazawodskaja
Autazawodskaja (biał. Аўтазаводская,; ros. Автозаводская, Awtozawodskaja) – stacja mińskiego metra położona na linii Autazawodskiej.
Otwarta została w dniu 11 lipca 1997 roku.